# Трилатерација
У својој геометријској интерпретацији трилатерација је процес одређивања апсолутне или релативне позиције неке тачке уз помоћ мерења растојања користећи геометрију круга, сфере или троугла. Трилатерација има практичну примену у геодезији, навигацији укључујући и глобални позициони систем. Треба је разликовати од триангулације, где се исти резултат постиже уз помоћ мерења углова.
Трилатерација је посебно једноставна у равни (дводимензионалној геометрији). Позиција тражене тачке се налази у пресеку две кружнице одређене центрима A и B (тачке познатих координата) и њихових радијуса. Приметите да пресек две кружнице може имати две тачке, тако да тражена тачка не може једнозначно бити одређена са два мерења, већ је потребно и треће (којим се одбацује једна од две пресечне тачке).
У тродимензионалној геометрији (геометрији у простору) позиција тражене тачке се налази у пресеку три сфере (пресек прве две сфере је кружница, пресек ове кружнице и треће сфере су две тачке). Као и код дводимензионалног проблема решење не може једнозначно бити одређено са три мерења већ је потребно и четврто којим се одбације једна од две пресечне тачке.
Додатно мерење приликом трилатерације (треће мерење у равни и четврто мерење у простору) се може искористити за анализу грешке трилатерације (на пример тако се добија радијус грешке глобалног позиционог система). Са сваким додатним мерењем је могуће додатно смањити грешку трилатерације.

## Пример трилатерације у равни
Проблем се може поједноставити без губитка општости тако што се центар прве кружнице постави у центар координатног система, док се x оса погодно одабере тако да оба центра леже на њој. У том случају једначине кружница гласе:
{\displaystyle r_{1}^{2}=x^{2}+y^{2}}
{\displaystyle r_{2}^{2}=(x-d)^{2}+y^{2}}
где је d растојање између центара кружница. Одузимањем друге једначине од прве и решавањем по x се добија:
{\displaystyle x={\frac {r_{1}^{2}-r_{2}^{2}+d^{2}}{2d}}}
сменом ове вредности x у прву једначину добијамо две могуће вредности за y:
{\displaystyle y=\pm {\sqrt {r_{1}^{2}-{\frac {(r_{1}^{2}-r_{2}^{2}+d^{2})^{2}}{4d^{2}}}}}}